# الحرية (مترو باريس)
الحرية (بالفرنسية: Liberté)‏ هي محطة مترو تابعة لمترو باريس تقع في فرنسا في شارنتون لو بونت.[بحاجة لمصدر]